# Fermiho–Diracovo rozdělení

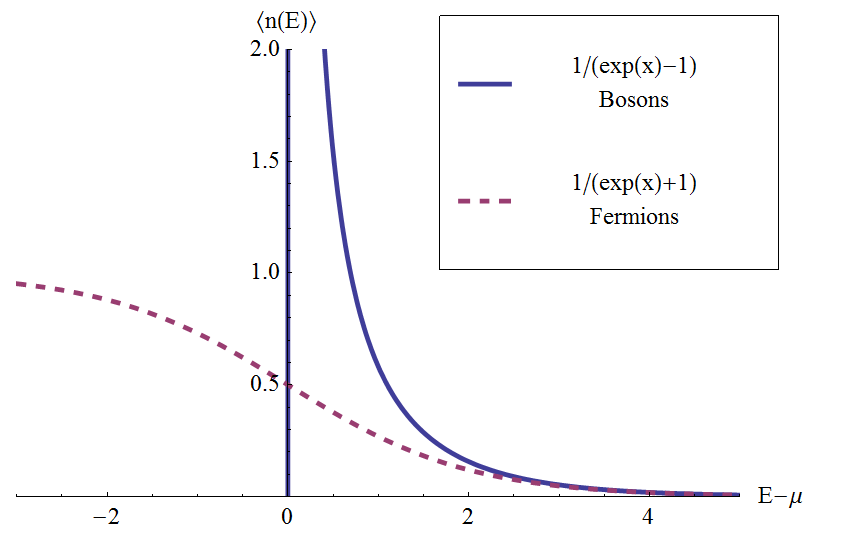
Porovnání průběhu funkcí odpovídajících Boseho–Einsteinovu resp. Fermi–Diracovu rozdělení

Fermiho–Diracovo rozdělení
v závislosti na teplotě

Fermiovo–Diracovo rozdělení popisuje ve statistické fyzice systémy složené z fermionů, tedy částic s antisymetrickou vlnovou funkcí a poločíselným spinem. Pro tento typ částic platí Pauliho vylučovací princip, což se projevuje omezením rozdělovací funkce u nízkých energií (v jednom stavu může být nejvýše jeden fermion).
Rozdělení zavedli Enrico Fermi a Paul Dirac roku 1926.

## Rozdělovací funkce
Rozdělovací funkce fFD(E) určuje střední počet částic ve stavu s energií E:
{\displaystyle f_{FD}(E)={\frac {1}{\exp[(E-\mu )/(k_{B}T)]+1}}}
kde:
E je energie
kB je Boltzmannova konstanta
T je termodynamická teplota
μ je chemický potenciál (v tomto případě často zvaný Fermiova energie a značený {\displaystyle E_{F}\ })
Pro energie {\displaystyle E-\mu \gg k_{B}T} přechází Fermiovo–Diracovo rozdělení v klasické Maxwellovo–Boltzmannovo rozdělení.